# 川上拓一
川上 拓一（かわかみ たくいち、1947年 - ）は、日本の裁判官、法学者。専門は刑事訴訟法。
東京高等裁判所判事、さいたま地方裁判所部総括判事、警察大学校講師、司法研修所教官、早稲田大学大学院法務研究科教授を歴任。司法試験考査委員。

## 略歴
- 1969年 早稲田大学法学部卒業
- 1972年 司法修習生(26期)
- 1974年 名古屋地方裁判所判事補。

　以降大阪地方裁判所判事補を経て、東京地方裁判所判事、旭川地方裁判所判事。
- 1995年 司法研修所教官
- 1998年 東京高等裁判所判事

　さいたま地方裁判所部総括判事を経て依頼退官。
- 2004年 早稲田大学大学院法務研究科教授

## 主な裁判
- イトーヨーカ堂利益供与事件（一審東京地裁）
- トリカブト保険金殺人事件（一審東京地裁裁判長）
- 小田原タクシー強盗殺人事件（二審東京高裁）
- 桶川ストーカー殺人事件（一審さいたま地裁裁判長）
- 熊谷養鶏場宿舎放火殺人事件（一審さいたま地裁裁判長）
- 群馬パチンコ店員連続殺人事件（さいたま地裁裁判長）

## 著書・論文等
- 『刑事訴訟の実務』上下（新日本法規）※共著
- 『刑事裁判の理論と実務』（成文堂）※共編著
- 『確認刑事訴訟法用語250』（成文堂）※共編著
- 『条解刑事訴訟法』（弘文堂）※共著
- 「簡易公判手続」（『新実例刑事訴訟法Ⅱ』、青林書院）